# Юнге, Отто
Карл (Карлос) Отто Юнге (нем. Carl Otto Junge, исп. Carlos Otto Junge; 1887, Консепсьон — 1978, ФРГ) — чилийский и немецкий шахматист.
Отец Клауса Юнге.
Чемпион Чили (1922).
В 1930 году вместе с семьей переехал в Германию. В 1932 году вступил в НСДАП. Был членом Гамбургского шахматного клуба, выступал в местных соревнованиях.
Был председателем Общества гимнастики и спортивного клуба Куксхафен (Allgemeiner Turn- und Sportverein Cuxhaven; 1930—1939, 1944—1945, 1947—1953 гг.).